# Medaille voor Heldhaftige Arbeid in de Grote Vaderlandse Oorlog van 1941-1945
De Medaille voor Heldhaftige Arbeid in de Grote Vaderlandse Oorlog van 1941-1945 (Russisch: медаль «За доблестный труд в Великой Отечественной войне 1941–1945 гг.») was een voor burgers bestemde medaille van verdienste in de Sovjet-Unie die op 6 juni 1945 door het Praesidium van de Opperste Sovjet werd ingesteld.
De medaille beloonde heldhaftige en onzelfzuchtige arbeid van Sovjetburgers in de strijd tegen nazi-Duitsland. Er werden 16 096 750 van deze medailles uitgereikt.
Onder de gedecoreerden zijn veel arbeiders maar ook een dichter als Ilja Ehrenburg werd gedecoreerd voor zijn bijdragen aan het herstel van het moreel in het zwaar getroffen land.

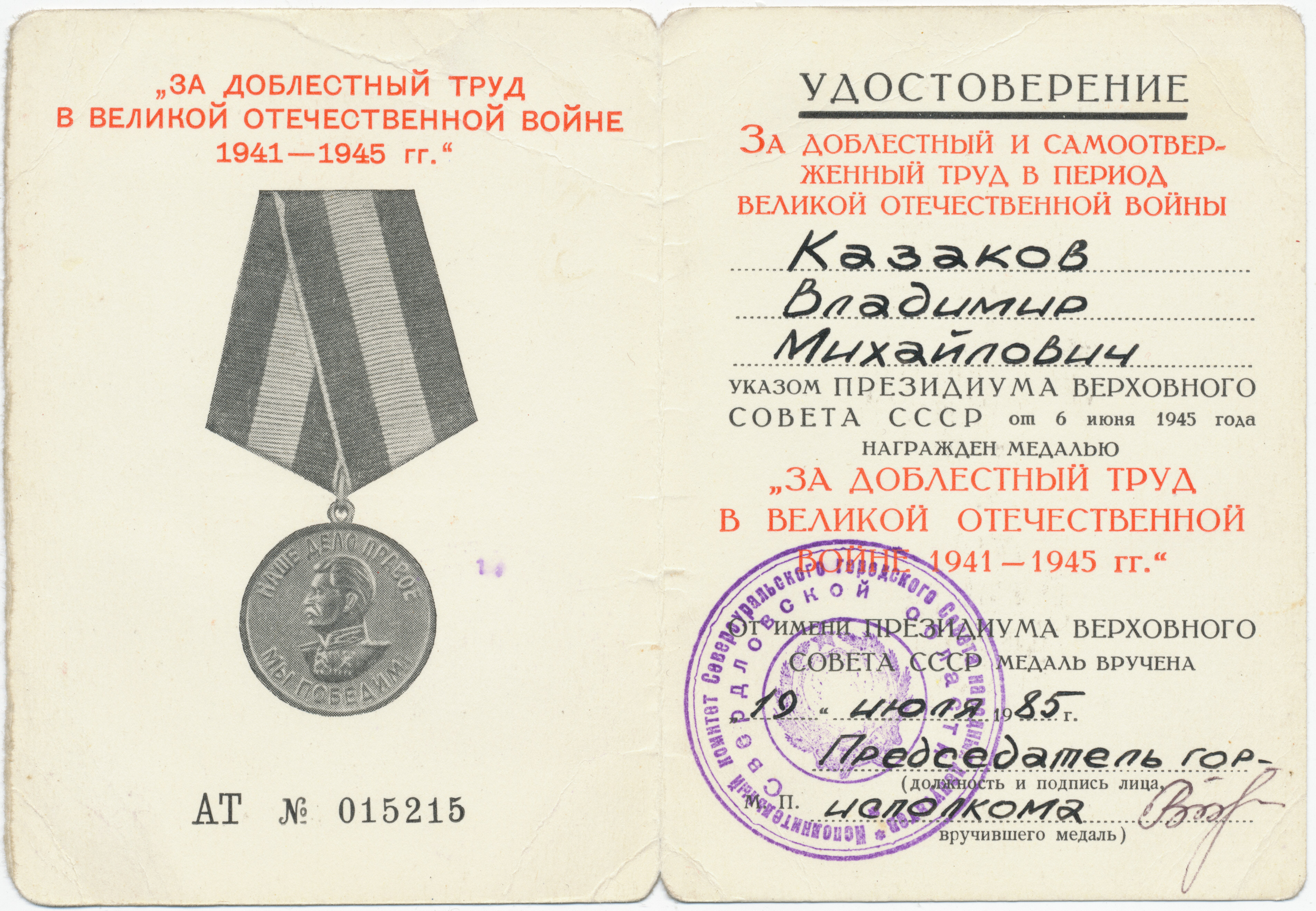
Het certificaat waarmee een drager zich kon legitimeren. (Dit is de Sovjetuitvoering van het document)

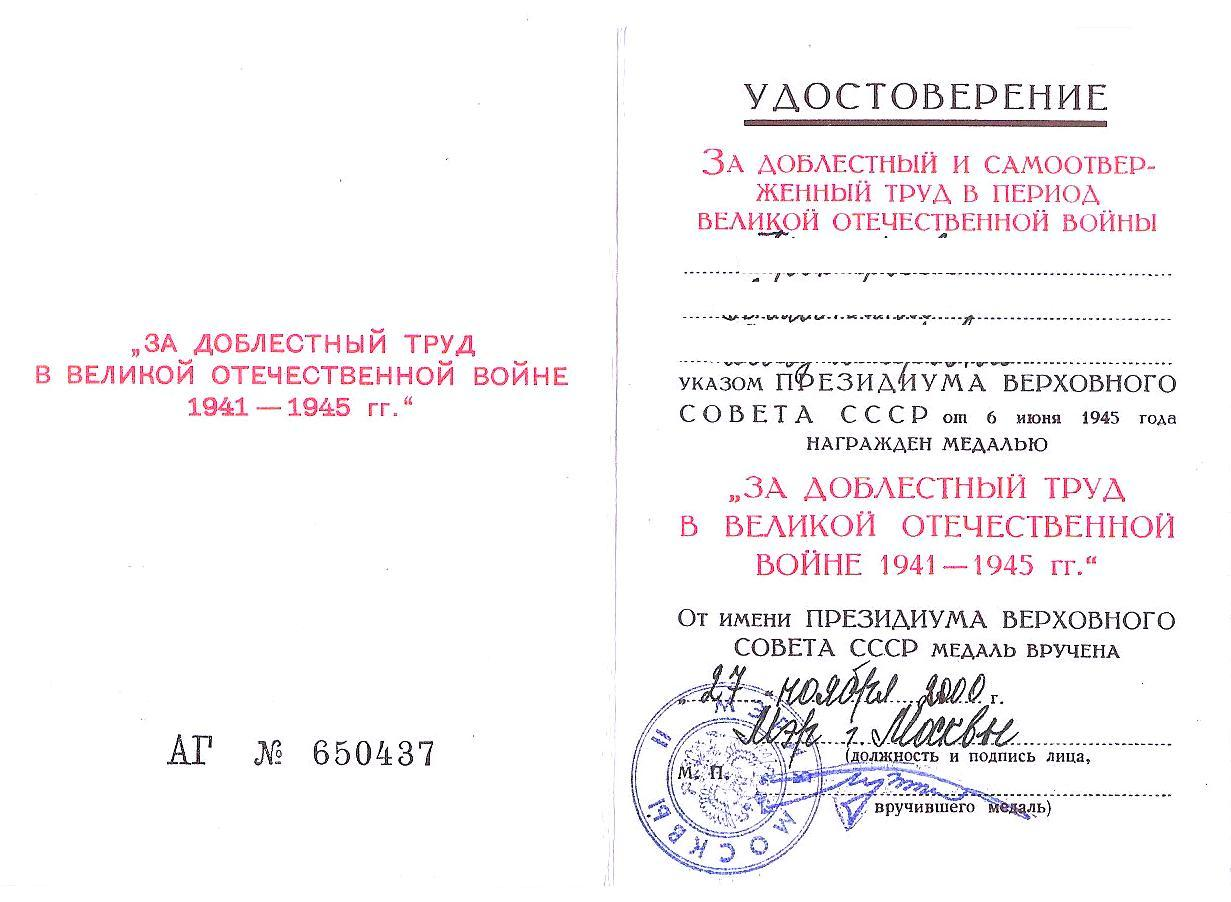
De officiële toekenning.